# Lea Seidl
Lea Seidl, bürgerlich Caroline Mayrseidl, (geboren am 22. August 1895 in Wien, Österreich-Ungarn; gestorben am 4. Jänner 1987 in London, Vereinigtes Königreich) war eine österreichische Operettensängerin (Sopran) und Schauspielerin.

## Leben
Lea Seidl begann ihre Bühnenkarriere in Kinder- und Jugendrollen (u. a. als Knabe Janku in der Operette Der Rastelbinder) am Wiener Carltheater. Sie wirkte in den 1920er Jahren als Operettensängerin, hauptsächlich in Zürich (Boccaccio, Alt-Wien, Tausend und eine Nacht, Die lustige Witwe, Der letzte Walzer, Die keusche Susanne u. a.), Wien (u. a. die Titelrolle in der Übernahme der Berliner Produktion von Dorine und der Zufall von Jean Gilbert im März 1927) und Berlin (Das Mädel von Davos, Die vertauschte Frau, Tausend süße Bienchen).
Im Februar 1923 sang sie im Deutschen Künstlertheater Berlin die Rolle der Prinzessin Stefanie in der Uraufführung der Operette Der Fürst von Pappenheim von Hugo Hirsch. 1924 sang Seidl im Theater an der Wien die Titelrolle in der Operette Gräfin Mariza; ihre Zweitbesetzung war damals die weitgehend erfolg- und talentlose Sopranistin Carlotta Vanconti, die bei ihren Auftritten den berühmten Tenor Richard Tauber kennenlernte. 1925 übernahm Seidl im Berliner Theater des Westens die Rolle der Nadja in Bruno Granichstaedtens Operette Der Orlow. Ab Februar 1929 sang sie im Wiener Johann Strauß-Theater, als Partnerin von Hans-Heinz Bollmann als Goethe, mit großem Erfolg die Titelrolle in der Lehár-Operette Friederike.
Ende der 1920er Jahre wandte sie sich in Berlin auch der Revue und der damals aufkommenden Revue-Operette zu. Im März 1928 wirkte sie im Lustspielhaus Berlin in der Kabarettrevue Nachtkabarett mit, u. a. neben den Anfängerinnen Marlene Dietrich und Renate Müller. Von August 1928 bis Februar 1929 trat sie im Berliner Admiralspalast in der Ausstattungs-Revue Schön und Schick, wo sie mit dem Song „Ich bin die Marie von der Haller-Revue“ große Erfolge hatte.
Nach ihren Erfolgen in Wien und Berlin ging Seidl Anfang der 1930er Jahre nach London, wo sie in der Spielzeit 1930/31 am Palace Theatre die Friederike in englischer Sprache spielte. Ab April 1931 stand sie als Rößl-Wirtin Josepha Vogelhuber in der englischsprachigen Erstaufführung des Weißen Rößls im Londoner Coliseum Theatre auf der Bühne. Seidl blieb dann in London und trat dort weiterhin, anfangs mit großem Erfolg, als Operettendarstellerin auf. In der Spielzeit 1934/35 übernahm sie am Winter Garden Theatre die Rolle der Franzi in der Straus-Operette Ein Walzertraum. Es folgten mit Seidl anschließend in London noch die Operette Die tanzende Stadt von Hans May (1935; mit Seidl als Maria Theresia) und die wenig erfolgreiche Produktion No Sky So Bly von James, Grant und Horan (1938; als Adele). Seidl wandte sich in den folgenden Jahren dann dem Sprechtheater und dem Film zu.
Anfang der 1950er Jahre kehrte sie für ein Theatergastspiel nach Deutschland zurück; am Deutschen Theater Göttingen übernahm sie 1953, unter der Regie von Heinz Hilpert, die Rolle der Kaiserin Maria Theresia in der Operette Die Kaiserin von Leo Fall.
Während ihrer Theaterjahre wirkte Seidl auch in einigen wenigen deutschen Filmproduktionen mit, wie in den Stummfilmen Er ist Dein Bruder (1923) mit Max Neumann und Karl Falkenberg und Der Tänzer meiner Frau (1925) unter der Regie von Alexander Korda, in dem sie als Madame Ivonne Trieux an der Seite von Victor Varconi, Maria Corda, Willy Fritsch und Hans Junkermann auftrat. Später übernahm sie Nebenrollen in britischen und auch internationalen Filmproduktionen.
In der US-Produktion Krieg und Frieden (1956) spielte sie die Rolle der Gräfin Rostowa. In der Filmbiografie Der Mann, der nach den Sternen griff (1960), war sie als Baronin von Braun die Mutter des Raketenforschers Wernher von Braun; in Die große Katharina (1968, mit Jeanne Moreau in der Hauptrolle) verkörperte sie die alte Großfürstin. 1969 stand Seidl für eine in London gedrehte Episode der deutschen Fernsehserie Graf Yoster gibt sich die Ehre noch einmal vor der Fernsehkamera; darüber berichtete im Juli 1969 auch die jüdische Emigrantenvereinigung Association of Jewish Refugees in Great Britain in ihrer Zeitung.
Lea Seidl wirkte als Schauspielerin und Hörspielsprecherin bei einigen britischen Rundfunk- und Fernsehsendungen mit. Sie übernahm u. a. auch die Sprechrollen bei Schallplattenaufnahmen von Wiener Operetten, die Mitte der 1950er Jahre unter Mitwirkung von zahlreichen Exilschauspielern (Karel Štěpánek, Hannah Norbert, Anton Diffring) in London für die EMI-Schallplattengesellschaft entstanden. In Eine Nacht in Venedig (aufgenommen 1954) sprach sie die Senatorengattin Agricola, wobei sie Hanna Ludwig ihre Stimme lieh; in Der Zigeunerbaron (ebenfalls 1954 aufgenommen) übernahm sie die Rolle der Erzieherin Mirabella.

## Filmografie (Auswahl)
- 1923: Er ist Dein Bruder
- 1925: Der Tänzer meiner Frau
- 1944: Candlelight in Algeria
- 1952: The Woman’s Angle
- 1955: I Am a Camera
- 1956: Krieg und Frieden (War and Peace)
- 1960: Ich greife nach den Sternen (Wernher von Braun: I aim at the Stars)
- 1968: Die große Katharina (Great Catherine)
- 1970: Graf Yoster gibt sich die Ehre (Fernsehserie, Folge Die Erbschaft)